# Журавлёвка (Ленинский район)
Журавлёвка (до 1945 года Чалтеми́р; укр. Журавлівка, крымскотат. Çal Temir, Чал Темир) — исчезнувшее село в Ленинском районе Республики Крым, располагавшееся в центре района и Керченского полуострова, примерно в 3,5 км к юго-востоку от современного села Кирово.

## История
Первое документальное упоминание села встречается в Камеральном Описании Крыма… 1784 года, судя по которому, в последний период Крымского ханства Чалтемур входил в Орта Керченский кадылык Кефинского каймаканства. После присоединения Крыма к России (8) 19 апреля 1783 года, (8) 19 февраля 1784 года, именным указом Екатерины II сенату, на территории бывшего Крымского Ханства была образована Таврическая область и деревня была приписана к Левкопольскому, а после ликвидации в 1787 году Левкопольского — к Феодосийскому уезду Таврической области. Перед Русско-турецкой войной 1787—1791 годов производилось выселение крымских татар из прибрежных селений во внутренние районы полуострова, в ходе которого в Чаврелик было переселено 107 человек. В конце войны, 14 августа 1791 года всем было разрешено вернуться на место прежнего жительства. После Павловских реформ, с 1796 по 1802 год, входила в Акмечетский уезд Новороссийской губернии. По новому административному делению, после создания 8 (20) октября 1802 года Таврической губернии, Чалтемир был включён в состав Кадыкелечинской волости Феодосийского уезда.
По Ведомости о числе селений, названиях оных, в них дворов… состоящих в Феодосийском уезде от 14 октября 1805 года , в деревне Чалтемир числился 21 двор и 174 жителя. На военно-топографической карте генерал-майора Мухина 1817 года деревня Чалтымир обозначена с 20 дворами. После реформы волостного деления 1829 года Чалтемир, согласно «Ведомости о казённых волостях Таврической губернии 1829 года», определили центром Чалтемирской волости (переименованной из Кадыкелечинской). На карте 1836 года в деревне 21 двор, как и на карте 1842 года.
В 1860-х годах, после земской реформы Александра II, деревню приписали к Сарайминской волости. Согласно «Списку населённых мест Таврической губернии по сведениям 1864 года», составленному по результатам VIII ревизии 1864 года, Чалтемир — владельческая татарская деревня с 28 дворами, 198 жителями и мечетью при колодцах. По обследованиям профессора А. Н. Козловского начала 1860-х годов, в селении колодцев не было, имелись только ауты, которые высыхали в течение лета (Аут — небольшой пруд в степном Крыму, наполнявшийся дождевой и талой водой). На трёхверстовой карте Шуберта 1865—1876 года в деревне Чалтемир обозначено 34 двора.
По «Памятной книге Таврической губернии 1889 года», по результатам Х ревизии 1887 года, в деревне Чалтемир, уже Петровской волости, числилось 39 дворов и 191 житель. По «…Памятной книжке Таврической губернии на 1892 год» в безземельной деревне Чалтемир, не входившей ни в одно сельское общество, числился 191 жителей, домохозяйств не имеющий. На верстовой карте Крыма 1896 года в селении обозначено 35 дворов с татарским населением и мечеть. По «…Памятной книжке Таврической губернии на 1902 год» в деревне Чалтымир, входившей в Джапар-Бердынское сельское общество, числилось 194 жителя в 40 домохозяйствах. По Статистическому справочнику Таврической губернии. Ч.II-я. Статистический очерк, выпуск пятый Феодосийский уезд, 1915 год, в деревне Чалтемир (наследников Румия Какари) Петровской волости Феодосийского уезда числилось 20 дворов (1 двор с землёй, 19 — безземельные) с татарским населением в количестве 88 человек приписных жителей и 10 «посторонних», из которых 47 мужчин и 51 женщина. Жители землёй не владели, в примечении указано, что у наследников имелось 414 десятин удобной земли. В хозяйствах имелось 57 лошадей, 24 вола, 21 корова и 403 головы овец, свиней, или коз.
После установления в Крыму Советской власти, по постановлению Крымревкома, 25 декабря 1920 года был образован Керченский (степной) уезд, а, постановлением ревкома № 206 «Об изменении административных границ» от 8 января 1921 года была упразднена волостная система и село вошло в состав Петровского района Керченского уезда, а в 1922 году уезды получили название округов. 11 октября 1923 года, согласно постановлению ВЦИК, в административное деление Крымской АССР были внесены изменения, в результате которых округа были отменены, Петровский район упразднили, влив в Керченский район. Согласно Списку населённых пунктов Крымской АССР по Всесоюзной переписи 17 декабря 1926 года, в селе Чалтемир, Ленинского сельсовета Керченского района, числилось 39 дворов, из них 37 крестьянских, население составляло 189 человек, из них 181 татарин, 4 русских и 4 украинцев, в селе действовала татарская школа I ступени (пятилетка). Постановлением ВЦИК «О реорганизации сети районов Крымской АССР» от 30 октября 1930 года (по другим сведениям 15 сентября 1931 года) Керченский район упразднили и село включили в состав Ленинского. Видимо, в ходе той же реорганизации, был образован Чалтемирский сельсовет, поскольку на 1940 год он уже существовал. По данным всесоюзной переписи населения 1939 года в селе проживало 220 человек. На подробной карте РККА Керченского полуострова 1941 года в селе обозначен 41 двор.
В 1944 году, после освобождения Крыма от фашистов, согласно постановлению ГКО № 5859 от 11 мая 1944 года, 18 мая крымские татары были депортированы в Среднюю Азию. Указом Президиума Верховного Совета РСФСР от 21 августа 1945 года Чалтемир был переименован в Журавлёвку и Чалтемирский сельсовет — в Журавлёвский. С 25 июня 1946 года селение в составе Крымской области РСФСР. Исключена из учётных данных в 1952 году.

### Динамика численности населения
| - 1805 год — 174 чел. - 1864 год — 198 чел. - 1889 год — 191 чел. - 1892 год — 191 чел. | - 1902 год — 194 чел. - 1915 год — 88/10 чел. - 1926 год — 189 чел. - 1939 год — 220 чел. |